# Prostesi
La pròstesi (/ˈprɔstezi/) o pròtesi (/ˈprɔtezi/; dal greco πρόθεσις próthesis, derivato da προτίθημι protíthēmi, 'porre davanti') è un fenomeno di fonologia che consiste nell'aggiunta di un elemento non etimologico, una vocale o una sillaba, all'inizio di una parola. Si tratta quindi di un fenomeno fonetico non regolare, detto accidente, che accade per equilibrare una sequenza fonica altrimenti sgradita al sistema fonologico della lingua in questione (stessa ragion d'essere hanno anche epentesi, epitesi, aferesi, sincope, apocope ed elisione).
Alcuni esempi:
- laurum (lat.) > alloro
- vulturium (lat.) > avvoltoio

Il contrario della prostesi è l'aferesi, che consiste nella caduta di una vocale o di una sillaba all'inizio di parola.

## iprostetica
In italiano, la i eufonica (o protetica o prostetica) è un espediente eufonico, oggi in disuso. L'espediente prevede l'aggiunta di una /i/ alla parola se inizia per s impura, ma solo quando è preceduta da una parola che finisce per consonante. Tipici esempi sono per iscritto, in isposa, in istudio, in Isvizzera, in istrada.
È un fenomeno che nell'italiano contemporaneo tende ormai a scomparire, anche per il consistente numero di prestiti da altre lingue, con sequenze consonantiche in passato rifiutate dal sistema. Rimane cristallizzato nell'espressione per iscritto, anche per evidenti ragioni fonetiche (evitare la sequenza consonantica rscr).

## Altre vocali
Più in generale, l'uso di una vocale in questa funzione si può anche trovare nello spagnolo e nel francese, ma con il suono di una vocale centrale atona [e]: tale fenomeno ha luogo nell'evoluzione dal latino alle lingue romanze occidentali (francese, occitano, catalano, spagnolo, galego, portoghese), in cui le parole latine inizianti con nessi consonantici giudicati difficili da pronunciare, formati da s + consonante (per esempio st- o sp-) si appoggiano a una vocale chiamata, appunto, vocale di appoggio; per esempio it. stella, fr. étoile, sp. estrella, port. estrela.
Tale fenomeno, come si vede, ha ripercussioni anche in italiano.